# منتخب موزمبيق لكرة الصالات
منتخب موزمبيق لكرة قدم الصالات هو ممثل موزمبيق الرسمي في المنافسات الدولية في كرة الصالات .